# Bernd Clüver
Bernd Clüver (Hildesheim, Alemania, 10 de abril de 1948 - Palma de Mallorca, España, 28 de julio de 2011) fue un cantante alemán. Clüver saltó a la fama como cantante de música Schlager alemana.

## Biografía
Después de graduarse de la escuela secundaria y servir en la Bundeswehr, Bernd Clüver estudió derecho en la Universidad de Heidelberg durante cinco semestres. En ese momento, ya se dedicaba a la música.

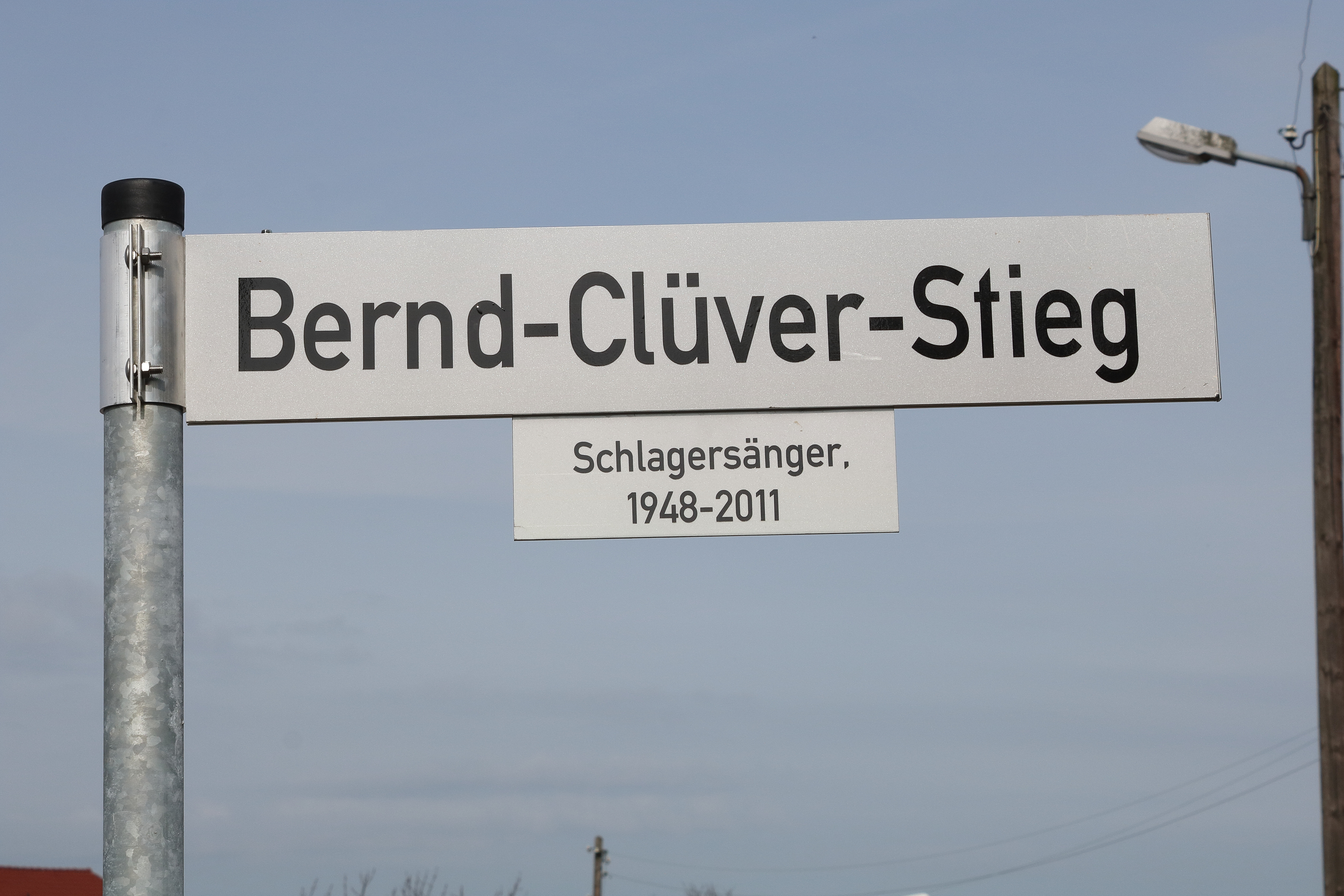
Señal de calle Bernd-Clüver-Stieg, Hildesheim

Clüver se convirtió en un famoso cantante alemán de Schlager en Alemania y tuvo varios éxitos durante la década de 1970. Su canción más conocida es quizás Der Junge mit der Mundharmonika, que ocupó el número 1 en las listas alemanas durante 1973.
Gran parte de su trabajo fue producido por Peter Orloff durante la década de 1970 y principios de la de 1980
Falleció tras caerse de las escaleras de su casa de Mallorca.

## Galardones
- 1973 Goldene Europa
- 1974 Goldene Europa
- 1981: Goldene Stimmgabel
- 1985: Goldene Stimmgabel
- 1991: Goldene Stimmgabel